# Onze-Lieve-Vrouw Visitatiekerk (Lombardsijde)

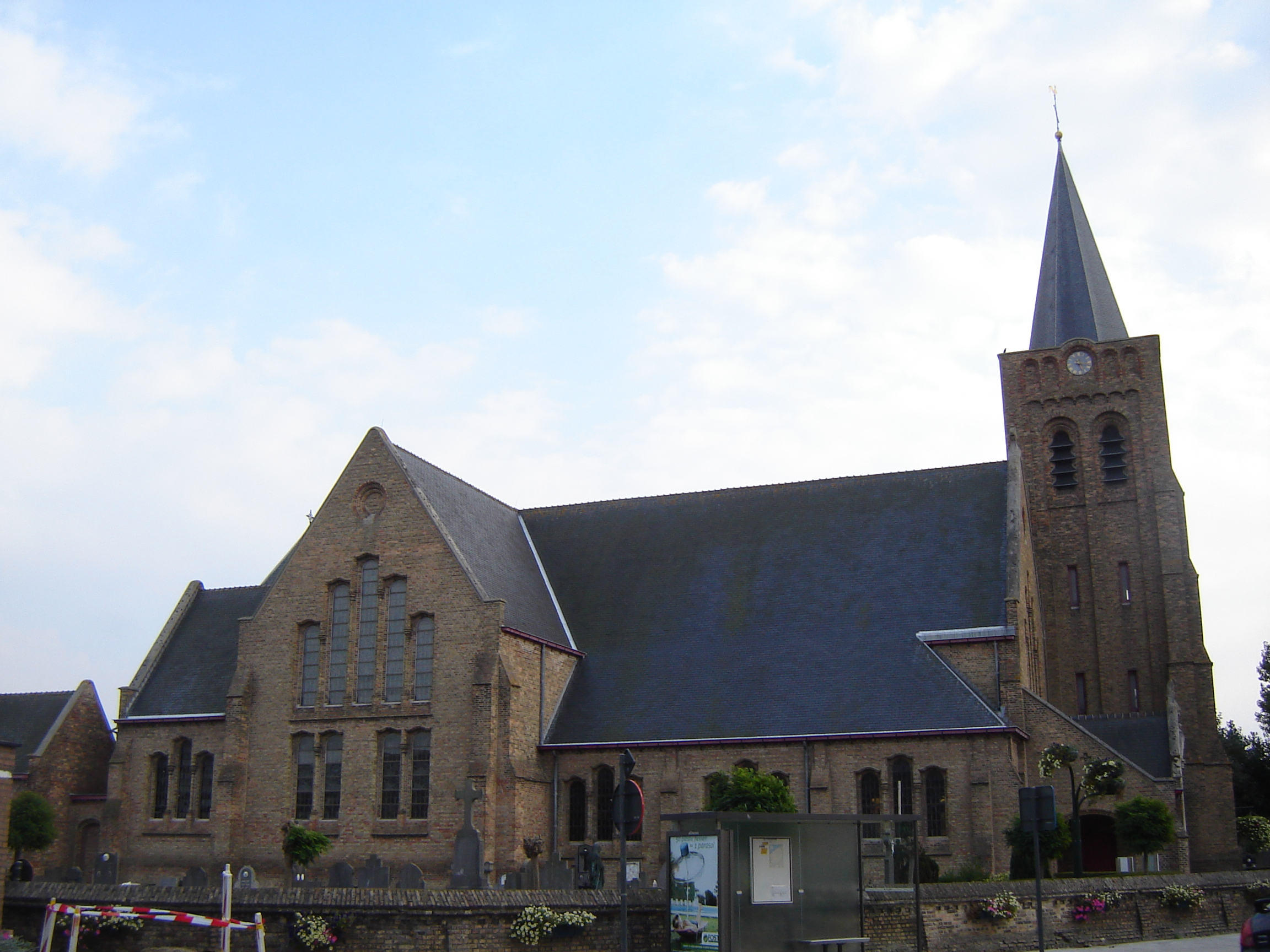
Onze-Lieve-Vrouw Visitatiekerk

De Onze-Lieve-Vrouw Visitatiekerk is de parochiekerk van de tot de West-Vlaamse gemeente Middelkerke behorende plaats Lombardsijde. De kerk is gelegen aan het Dorpsplein.

## Geschiedenis
In 1248 werd Lombardsijde voor het eerst vermeld als zelfstandige parochie. Reeds in de 12de eeuw zou er in de duinen een kapel staan. Rond 1300 is er een dorpskerk gebouwd. De godsdienstoorlogen einde 16e eeuw en de Slag bij Nieuwpoort (1600) leidden tot verwoesting van de parochiekerk. In 1636 startten grondige herstellingswerken aan de kerk. In 1768-69 werd een classicistisch zaalkerkje gebouwd van 17 bij 9 meter, dat echter op 20 oktober 1914 door oorlogsgeweld werd verwoest. In oktober 1919 werd een voorlopige barakkerk gebouwd, in afwachting van de huidige kerk.  

## Gebouw
De huidige kerk werd gebouwd in 1922-1923 naar ontwerp van Charles Pil en Henri Carbon. Het is een bakstenen driebeukige kruiskerk met pseudotransept in neoromaanse stijl met halfingebouwde zuidwesttoren. De kerk bezit een gepolychromeerd houten Madonnabeeld van de 16de eeuw, dat volgens de traditie in 1596 aan het strand van Lombardsijde is aangespoeld. De glas-in-loodramen werden in 1966 door Cor Westerduin vervaardigd en stellen 12 wonderen voor die toegeschreven worden aan dit Mariabeeld. Tot einde 19e eeuw was Lombardsijde namelijk een bedevaartplaats voor Onze-Lieve-Vrouw van Lombardsijde, de patrones van de IJslandvaarders.